# Ribnica, Kraljevo
Ribnica (izvirno srbsko Рибница) je naselje v Srbiji, ki upravno spada pod Občino Kraljevo; slednja pa je del Raškega upravnega okraja.

## Demografija
V naselju živi 2182 polnoletnih prebivalcev, pri čemer je njihova povprečna starost 38,1 let (37,1 pri moških in 39,1 pri ženskah). Naselje ima 832 gospodinjstev, pri čemer je povprečno število članov na gospodinjstvo 3,34.
To naselje je, glede na rezultate popisa iz leta 2002, večinoma srbsko, a v času zadnjih 3 popisov je opazen porast števila prebivalcev.
|  |

| Demografija | Demografija     | Demografija     |
| Leto        | Št. prebivalcev | Št. prebivalcev |
| ----------- | --------------- | --------------- |
|             |                 |                 |
|             |                 |                 |
|             |                 |                 |
|             |                 |                 |
| 1948        | 1754            |                 |
| 1953        | 2180            |                 |
| 1961        | 4079            |                 |
| 1971        | 8424            |                 |
| 1981        | 2345            |                 |
| 1991        | 2712            | 2649            |
| 2002        | 2899            | 2779            |
|             |                 |                 |

| Etnična sestava po popisu iz leta 2002 | Etnična sestava po popisu iz leta 2002 | Etnična sestava po popisu iz leta 2002 | Etnična sestava po popisu iz leta 2002 | Etnična sestava po popisu iz leta 2002 |
| -------------------------------------- | -------------------------------------- | -------------------------------------- | -------------------------------------- | -------------------------------------- |
| Srbi                                   | Srbi                                   |                                        | 2.723                                  | 97,98%                                 |
| Črnogorci                              | Črnogorci                              |                                        | 24                                     | 0,86%                                  |
| Makedonci                              | Makedonci                              |                                        | 8                                      | 0,28%                                  |
| Hrvati                                 | Hrvati                                 |                                        | 4                                      | 0,14%                                  |
| Jugoslovani                            | Jugoslovani                            |                                        | 2                                      | 0,07%                                  |
| Slovenci                               | Slovenci                               |                                        | 1                                      | 0,03%                                  |
| Rusi                                   | Rusi                                   |                                        | 1                                      | 0,03%                                  |
| Madžari                                | Madžari                                |                                        | 1                                      | 0,03%                                  |
| Neznano                                | Neznano                                |                                        | 12                                     | 0,43%                                  |